# Robert Watson-Watt
Robert Alexander Watson-Watt, FRS (Brechin, 13 april 1892 – Inverness, 5 december 1973) was een Schots ingenieur, gespecialiseerd in de natuurkunde van radiogolven. Hij staat bekend als de 'vader van de radar', hoewel het basisprincipe al in 1904 was geformuleerd en toegepast door Christian Hülsmeyer.

## Jonge jaren
Watson-Watt werd geboren in de Schotse regio Angus. Hij was een afstammeling van James Watt, de Schotse werktuigbouwkundige die de eerste, werkbare stoommachine ontwikkeld had.
Watson-Watt deed zijn middelbare school in Brechin, waarna hij als student aangenomen werd aan de Universiteit van Dundee (destijds nog een dependance van de Universiteit van St Andrews). In 1912 behaalde hij daar zijn bachelor in de werktuigbouwkunde, waarna hem door professor William Peddie een assistentschap aangeboden werd. Het was ook Peddie die hem aanried om de radio – toen de 'draadloze telegraaf' geheten – te gaan bestuderen.

## Onderzoeksjaren
In 1915 probeerde Watson-Watt een baan te krijgen bij de War Office (het Britse ministerie van Oorlog), maar er waren geen vacatures op het gebied van de communicatie. Daarom ging hij werken bij het bureau meteorologie, waar interesse bestond voor zijn ideeën om radiogolven te gebruiken om stormen op te sporen. Bliksem geeft radiogolven af als hij de lucht ioniseert en Watson-Watt dacht dat het mogelijk zou zijn om dit fenomeen te gebruiken om piloten te waarschuwen voor naderende stormen.

### Eerste experimenten
De eerste experimenten met het systeem waren erg succesvol en het bleek mogelijk om stormen op grote afstand waar te nemen. Er bleven echter twee problemen over.
Om te beginnen moest een manier gevonden worden om het signaal (en daarmee de richting van de storm) te lokaliseren. Hiervoor maakte Watson-Watt uiteindelijk gebruik van een richtantenne die handmatig gedraaid kon worden. Door zo te bepalen waar het signaal het sterkst was, kon de storm "aangewezen" worden.
Een gevolg van de oplossing voor het eerste probleem was het tweede probleem: hoe maak je de vergankelijke signalen zichtbaar? Watsonn-Watt vond uiteindelijk de oplossing in de vorm van de kathode-straaloscilloscoop waarin hij een langlichtend fosfor verwerkte. Het resulterende systeem leek al stevig op een compleet radarsysteem en werd in 1923 in gebruik genomen. Om de stap naar de radar te zetten, was echter nog een systeem nodig dat het tijdsverschil tussen signaal en signaalecho kon meten. Een dergelijk apparaat zou voortkomen uit het onderzoek naar ionosondes.
Watson-Watt begon zijn onderzoek aan het Wireless Station van het Air Ministry Meteorological Office in Aldershot. In 1924 gaf het ministerie van Oorlog echter te kennen hun basis in Aldershot te willen heropenen, dus verhuisde Watson-Watt naar Ditton Park nabij Slough (ten westen van Londen). Het National Physical Laboratory (NPL) had daar al een onderzoeksstation en in 1927 gingen de twee faciliteiten op in het Radio Research Station; Watson-Watt kreeg de leiding. In 1933 werd het geheel gereorganiseerd en werd hij Superintendant van het Radio Departement van de NPL in Teddington.

### Britse luchtverdediging
In 1933 had het ministerie van Luchtvaart een commissie opgezet om de luchtverdediging in het Verenigd Koninkrijk naar een hoger plan te trekken. Tijdens de Eerste Wereldoorlog hadden de Duitsers zeppelins ingezet als langeafstands-bommenwerpers om Londen en andere steden te bombarderen. Het aanvallen van deze toestellen met jachtvliegtuigen was een mislukking gebleken en hadden luchtverdedigingskanonnen beter gewerkt. Zeppelins mochten dan honderden meters lang zijn en nauwelijks de 100 kilometer per uur halen, tijdens de 20 luchtaanvallen waarbij jachtvliegtuigen ingezet waren, hadden maar drie keer de vliegtuigen de vijand kunnen vinden en waren ze nooit in staat geweest een aanval op te zetten. En was dat alleen al een schrikbeeld, het vooruitzicht van bombardement met moderne bommenwerpers vanaf hoogten waar artillerie niet langer effectief was, was dan helemaal afschuwelijk. En om de zaak nog erger te maken, aangezien de vliegvelden van de vijand op zo'n 20 minuten vliegen lagen zat het er dik in dat bommenwerpers hun aanval uitgevoerd zouden hebben en een flink eind op weg terug zouden zijn naar hun bases voordat de onderscheppende jagers op hoogte zouden zijn.
Het enige antwoord hierop scheen een doorlopende patrouille te zijn. Maar omdat jachtvliegtuigen maar een gelimiteerde actieradius en vliegtijd hebben, zou de patrouillemacht enorm moeten zijn. Er moest een andere oplossing komen.

### Nazi-Duitsland
Rond deze tijd deed nazi-Duitsland de claim uitgaan dat ze een "straal des doods" ontwikkeld had. De bewering was dat de machine dorpen, steden en mensen kon verpletteren. Hierop bracht de voorzitter van de commissie luchtverdediging, H.E. Wimperis, in 1934 een bezoek aan Watson-Watt te Teddington. Hij vroeg Watson-Watt of het mogelijk zou zijn een dergelijk apparaat zelf te ontwikkelen met het oog op inzet tegen vliegtuigen. Watson-Watt reageerde prompt met behulp van een berekening van zijn assistent Arnold Wilkins, waaruit bleek dat het hele apparaat onmogelijk was en de beweringen van de nazi's naar het rijk der fabelen verwezen konden worden. Watson-Watt nam echter wel de gelegenheid te baat om erop te wijzen dat "ondertussen de aandacht gewijd wordt aan het, nog altijd moeilijke, maar minder tot mislukken gedoemde probleem van de waarneming met behulp van radio" en dat "numerieke overwegingen aangaande de waarneming middels gereflecteerde radiogolven ingediend zullen worden als ze nodig blijken."

### Waarneming en lokalisering van vliegtuigen
Op 12 februari 1935 stuurde Watson-Watt een memorandum getiteld Waarneming en lokalisatie van vliegtuigen met behulp van radiomethoden over het voorgestelde systeem aan het ministerie van Luchtvaart. Hoewel het niet de allure had van een "straal des doods", was het duidelijk dat het concept een enorm militair potentieel had en Watson-Watt werd prompt opgedragen een demonstratie te verzorgen. Deze was op 26 februari gereed en bestond uit een opstelling met twee ontvangstantennes, gelegen tien kilometer van de kortegolfantennes van de BBC bij Daventry. De signalen van de BBC werden eruit gefilterd en als "doelwit" cirkelde een Heyford bommenwerper rond de opstelling (het betrof hier een passieve radaropstelling). De demonstratie was zo geheim dat maar drie mensen hem bijwoonden: Watson-Watt, zijn assistent Arnold Wilkins en een enkel lid van de commissie, A.P. Rowe. De demonstratie was wel succesvol: verscheidene malen werd een duidelijk signaal van de bommenwerper opgevangen. En nog belangrijker, premier Stanley Baldwin werd onofficieel op de hoogte gehouden van de voortgang.
Nauwelijks twee weken later vertrok Wilkins met een kleine groep, waaronder Edward George Bowen, bij het Radio Research Station om in Orfordness verder onderzoek te plegen. Op 2 april 1935 kreeg Watson-Watt een octrooi op de radar. Tegen juni konden ze vliegtuigen opsporen op 27 kilometer afstand, genoeg om het werk aan een concurrerend systeem gebaseerd op geluid stil te zetten. Tegen het eind van het jaar was de radius 100 kilometer en in december werden de eerste plannen gemaakt om vijf stations te plaatsen om de aanvliegroutes naar Londen te bewaken.
Een van die stations werd aan de kust bij Orfordness geplaatst, waardoor het Bawdsey Research Station ook daar geplaatst werd om te fungeren als centraal onderzoekscentrum aangaande de radar. Al snel begonnen ze aan experimenten op grote schaal voor een systeem dat Chain Home zou gaan heten: een systeem om met behulp van radar een bommenwerper te onderscheppen. De experimenten mislukten faliekant: het jagervliegtuig onderschepte de bommenwerper pas nadat deze het doel gepasseerd was. Het probleem lag niet in de technische opstelling maar in de communicatie tussen volgstation en jachtvlieger; deze communicatie verliep langzaam en bestond uit te veel stappen. Watson-Watt zette zich aan het probleem en ontwierp een systeem met verschillende rapportagelagen en een centrale ruimte waar de resultaten in kaart gebracht werden. Radio-operatoren die in directe communicatie stonden met de jagergroepen konden de kaart dan aflezen en de onderscheppingsgroep direct dirigeren.
In 1937 waren de eerste drie stations gereed en was ook het nieuwe rapportage- en directiesysteem uitgewerkt. De resultaten maakten indruk en er volgde onmiddellijk een bestelling voor 20 verdere stations. Toen de Tweede Wereldoorlog begon, waren er 19 gereed om een belangrijke rol te spelen in de Battle of Britain en tegen het eind van de oorlog waren er 50 gebouwd. De Duitsers wisten dat Chain Home gebouwd werd, maar wisten niet zeker waartoe het diende. Ze probeerden hun ideeën erover uit met een vlucht van de LZ 130, de Graf Zeppelin II, maar concludeerden dat het een nieuw langeafstandssysteem voor mariene communicatie betrof.
Al in 1936 ontstond het besef dat als een campagne van bombarderen overdag niet werkte, de Luftwaffe zou beginnen met nachtbombardementen. Als reactie zette Watson-Watt een nieuwe groep op onder leiding van Edward Bowen om een radartoestel te ontwikkelen dat door een jachtvliegtuig meegevoerd kon worden. Nachtzicht bij de opsporing van bommenwerpers was betrouwbaar tot een meter of 300 en de bestaande CH-systemen waren niet accuraat genoeg om jachtvliegtuigen zo dichtbij te krijgen. Bowen besloot dat een draagbare radar niet meer dan 90 kilo mocht wegen, maximaal 230 liter in volume mocht zijn en maximaal 500 watt vermogen mocht vergen. Om de luchtweerstand van de antennes te beperken mocht de maximale golflengte ongeveer een meter zijn, wat voor de elektronica van toen een flinke kluif was. Ondanks alles was een voldoende systeem in 1940 gereed en speelde het een enorme rol bij het tot een einde brengen van "de Blitz" in 1941. Bowen bouwde zijn toestel ook in in patrouillevliegtuigen van de marine en slaagde er zo in het gevaar van onderzeeboten terug te dringen.

## Latere jaren
In juli 1936 ging Watson-Watt weg bij Bawdey Manor en werd hij directeur Communicatie Ontwikkeling (DCD-RAE). In 1939 werd hij opgevolgd door George Lee en werd Watson-Watt wetenschappelijk adviseur voor Telecommunicatie voor het ministerie van Luchtvaart. In 1941 reisde hij af naar de Verenigde Staten om daar het radaronderzoek op te zetten.
Vanwege zijn bijdragen aan de oorlog werd hij in 1942 geridderd. In 1952 kreeg hij voor zijn werk aan de radar bovendien 50.000 pond van de Britse regering. Het grootste gedeelte van de naoorlogse jaren bracht hij door in Canada en de VS, waar hij in 1958 het boek Three Steps to Victory publiceerde.
In de jaren zestig keerde hij terug naar Schotland en hij overleed te Inverness.